# パワーアップ (アルバム)
『パワーアップ』（Power Up）は、オーストラリア出身のハードロックバンドAC/DCが2020年に発表したアルバムである。

## 解説
2014年以来の6年ぶりの新作。スタジオアルバムとしては、通算17作目。
世界21カ国でチャート1位を記録しており、バンドメンバーだったマルコム・ヤングが亡くなって以来の最初のアルバムである。
全楽曲が2000年頃にマルコムとアンガスによって作曲された。
相次ぐメンバーの降板などから、バンドは活動休止状態に陥っていたが、2017年にマルコム・ヤングの葬式でメンバー全員が再会したことをきっかけに、2018年夏、アンガス、ブライアン、フィル、スティーヴィー、クリフがバンクーバーのスタジオに集結し、レコーディングを行った。
新型コロナウィルスの流行により、リリースから4年後の2024年に「パワーアップ・ツアー」の開催を発表。5月から8月にかけてヨーロッパ11ヶ国で計24公演を行った。2025年には北米ツアーが決定している。

## 収録曲
全曲アンガス・ヤングとマルコム・ヤングの共作。
1. リアライズ - "Realize" 3:37
2. リジェクション - "Rejection" 4:06
3. ショット・イン・ザ・ダーク - "Shot in the Dark" 3:06
4. スルー・ザ・ミスツ・オブ・タイム - "Through the Mists of Time" 3:32
5. キック・ユー・ウェン・ユア・ダウン - "Kick You When You're Down" 3:10
6. ウィッチズ・スペル - "Witch's Spell" 3:42
7. ディーモン・ファイアー - "Demon Fire" 3:30
8. ワイルド・レピュテーション - "Wild Reputation" 2:54
9. ノー・マンズ・ランド - "No Man's Land" 3:39
10. システムズ・ダウン - "Systems Down" 3:12
11. マネー・ショット - "Money Shot" 3:05
12. コード・レッド - "Code Red" 3:31

## 参加ミュージシャン
- ブライアン・ジョンソン - ボーカル
- アンガス・ヤング - リードギター
- スティーヴィー・ヤング - リズムギター、バッキング・ボーカル
- クリフ・ウィリアムズ - ベース、バッキング・ボーカル
- フィル・ラッド - ドラムス、パーカッション